# Кузык, Мими
Мими Кузык (англ. Mimi Kuzyk, род. 21 февраля 1952) — канадская актриса. Она наиболее известна благодаря роли детектива Пэтси Майо в сериале NBC «Блюз Хилл-стрит» с 1984 по 1986 год.

## Биография
Родилась в Виннипеге, Манитоба, в семье украинских мигрантов, и в начале 1980-х переехала в Лос-Анджелес, где появлялась в таких телевизионных шоу как «Ремингтон Стил», «Отель» и «Лодка любви», до своей роли в «Блюз Хилл-стрит». После у неё были роли второго плана в двух неудачных кинофильмах: «Поцелуй» (1988) и «Зона скорости» (1989), а также главные в нескольких сделанных для телевидения. Кузык также снялась в недолго просуществовавших сериалах Wolf (CBS, 1989—1990) и The Hidden Room (Lifetime, 1991—1993), и была гостем в «Закон Лос-Анджелеса», «Квантовый скачок» и «Она написала убийство».
В середине 1990-х годов вернулась в Торонто, где продолжила карьеру на канадском телевидении. С 2001 по 2004 год она снималась в полицейском процедурале Global «Отдел мокрых дел», роль в котором принесла ей две номинации на премию «Джемини». В 2002 году она номинировалась на «Джини» за лучшую женскую роль второго плана в фильме «Вас не догонят». Также у неё были заметные роли в фильмах «Запятнанная репутация» (2003), «Послезавтра» (2004), «Окончательный монтаж» (2004), «Медовый месяц Камиллы» (2007) и «Секс после детей» (2013), а также в телевизионных шоу таких как «Софи» (2008—2009), «Нереально» (2015) и появилась в фэнтезийном телесериале «Сумеречные охотники» (2016).